# Dorcatragus
Dorcatragus é um gênero de mamíferos bovídeos, da subfamília Antilopinae, da tribo Antilopini. Contém uma única espécie, o beira (Dorcatragus megalotis). 